# Буан ле Лир
Буан ле Лир (фр. Bouhans-lès-Lure) насеље је и општина у источној Француској у региону Франш-Конте, у департману Горња Саона која припада префектури Лир.
По подацима из 2011. године у општини је живело 322 становника, а густина насељености је износила 35,35 становника/km². Општина се простире на површини од 9,11 km². Налази се на средњој надморској висини од 298 метара (максималној 385 m, а минималној 231 m).

## Демографија
| 1962. | 1968. | 1975. | 1982. | 1990. | 1999. | 2011. |
| ----- | ----- | ----- | ----- | ----- | ----- | ----- |
| 171   | 181   | 163   | 216   | 201   | 212   | 322   |

График промене броја становника у току последњих година